# Ziegensittich
Der Ziegensittich (Cyanoramphus novaezelandiae) ist eine Papageienart, die zur Gattung der Laufsittiche zählt. Die Art hat ein ausgesprochen insuläres Verbreitungsgebiet. Dieses reicht von Neukaledonien bis zu den Inseln der Subantarktis. Der Schwerpunkt seines Verbreitungsgebietes ist Neuseeland. Die Art zählt jedoch sowohl zur Fauna Australiens als auch zur antarktischen Fauna, da sie auf der zum australischen Hoheitsgebiet zählenden Norfolkinsel und den subantarktischen Aucklandinseln vorkommt. Früher zählten auch Lord Howe Island und Macquarie Island zum Verbreitungsgebiet.
Der Ziegensittich kann sich gut an verschiedene Lebensräume anpassen. Vom Wald über das offene Grasland bis hin zur Küste bewohnt er alle Biotope von Neuseeland und den umliegenden Inseln. Ziegensittiche bevorzugen Baumkronen, halten sich aber auch am Boden im Unterholz auf. Mehrere Unterarten sind in ihrem Lebensraum stark vom Aussterben bedroht, zwei sind bereits ausgestorben. Zu den Ursachen des Bestandsrückgangs zählen Habitatverluste, Konkurrenz mit eingeführten Arten, Nachstellungen durch Ratten und verwilderte Hauskatzen sowie Krankheiten. Ziegensittiche gehören zu den Arten, die durch PBFD sehr stark betroffen sind. Dies ist eine hoch ansteckende, nicht heilbare und oft tödlich ausgehende virale Infektion, die insbesondere bei Papageienvögeln auftritt. Der Erreger der PBFD ist das Beak and Feather disease virus (BFDV) aus der Virusgattung Circovirus. Circoviren sind sehr hoch ansteckend. Betroffen sind in Australien sowohl in menschlicher Obhut gehaltene Ziegensittiche als auch die Bestände auf Norfolk Island. Die IUCN ordnet den Ziegensittich mit near threatened in eine Vorwarnstufe ein.

## Aussehen, Maße und Geschlechtsunterschiede
Die Nominatform der stetig zurückgehenden Population hat einen bläulich-grauen Schnabel sowie eine rote Stirnhaube mit einem Streifen vom Schnabelansatz über das Auge und das Ohr. Der Rand der Handdecken, ein Teil der großen Schwingen und die Schwanzfedern sind blau. Das restliche Gefieder leuchtet kräftig grün. Die Männchen sind etwas größer und kräftiger gebaut als die Weibchen. Bei den Weibchen ist die rote Stirn nicht so ausgeprägt und auch der Streifen über dem Auge ist kürzer. Ebenso ist der Kopf wie der Schnabel insgesamt kleiner. Das Gewicht liegt bei durchschnittlich etwa 60 Gramm und die Körperlänge beträgt 27 bis 30 Zentimeter.
Der Flug des Ziegensittichs besteht aus schnellen, flachen Flügelschlägen mit Gleitphasen, in denen die Schwingen ausgebreitet und leicht angehoben werden. Wie viele Arten der Unterfamilie der Plattschweifsittiche fächern sie kurz vor der Landung die Steuerfedern auf.

## Verhalten und Ernährung
Der Sittich lebt paarweise oder in kleinen Gruppen. In den Baumkronen ist er hervorragend getarnt und auf dem Boden scharrt er (für Papageien ungewöhnlich) wie ein Huhn nach Nahrung. Seine Füße setzt er sehr oft ein. Im Gegensatz zu anderen Großsittichen ist er in der Lage, ohne Zuhilfenahme des Schnabels am Drahtgitter auf und ab zu klettern. Der wilde Ziegensittich ernährt sich von Wurzeln und Knollen. Auch bestimmte Pflanzensamen, das Fruchtfleisch mancher Früchte sowie Beeren, Blüten, Knospen und Insekten verzehrt er. Die auf den Inseln und an der Küste geborenen Ziegensittiche fressen sogar Seetang und Muscheln. Der Ziegensittich hat eine meckernde Stimme (ähnlich der einer Ziege), besonders im Flug und bei Aufregung gibt er ein anhaltendes, charakteristisches „Meckern“ („kek-kek-kek-kek“) von sich, was ihm seinen deutschen Namen einbrachte.
Der Ziegensittich hat saisonale Variationen in seiner Ernährung. Während sie zwischen Oktober bis November Blüten von Metrosideros excelsa fraßen, bevorzugen sie im Januar Sämereien von zu Beispiel Restionaceae, Amerikanisches Pampasgras oder Samen verschiedener Pfeffergewächse. Sie wurden ebenfalls dabei beobachtet, wie sie Früchte von Myoporum aßen. In Neukaledonien wurden Ziegensittiche dabei beobachtet, wie sie die Samen von Kasuarinengewächsen aßen.

## Fortpflanzung und Sozialverhalten
Die Hauptbrutzeit liegt zwischen Oktober und Dezember. Ziegensittiche bauen ihre Nester auf den Inseln wegen der wenigen Bäume in dichter Vegetation und lassen sich dabei nicht nur in hohlen Ästen, sondern auch in Felslöchern, Erdhöhlen und Steinspalten nieder. Das Gelege besteht in der Regel aus fünf Eiern, kann aber auch bis zu neun Eier umfassen. Sie werden im Abstand von 24–48 Stunden gelegt und zwanzig Tage bebrütet. Dann werden die Jungtiere etwa vier bis sechs Wochen von beiden Elternteilen versorgt. Schließlich fliegen die Jungtiere aus.
Ziegensittiche betreiben bis auf eine Art Streicheln des Partners mit dem Fuß keinerlei soziale Gefiederpflege. Sie halten immer eine gewisse Individualdistanz ein. Lediglich ein gegenseitiges Schnäbeln kann beobachtet werden. Dies sollte jedoch nicht fälschlicherweise zu der Annahme verleiten, dass Ziegensittiche Einzelgänger sind.

## Unterarten

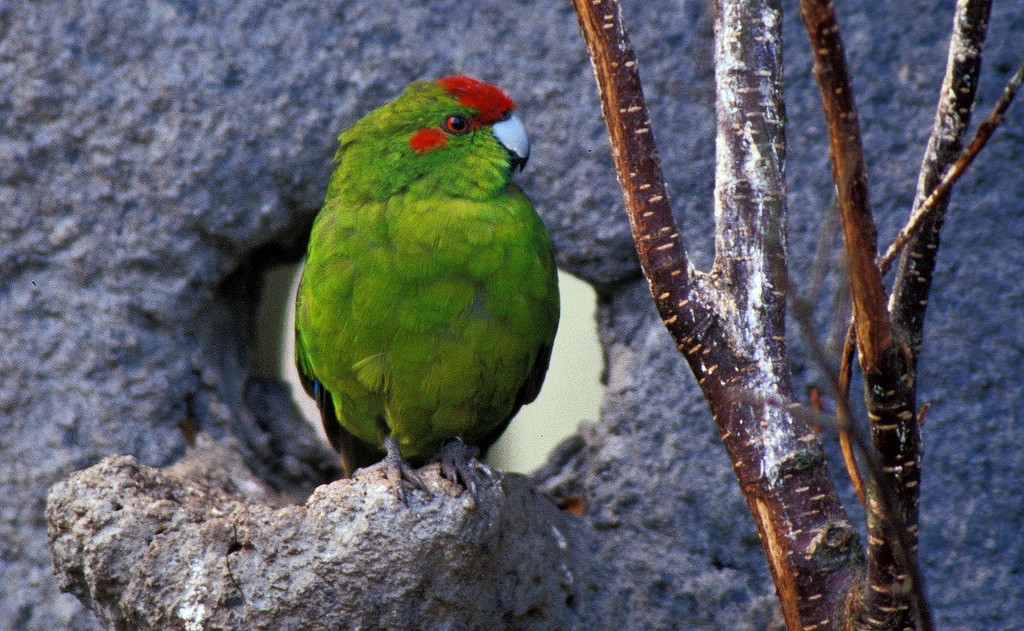
Ziegensittich

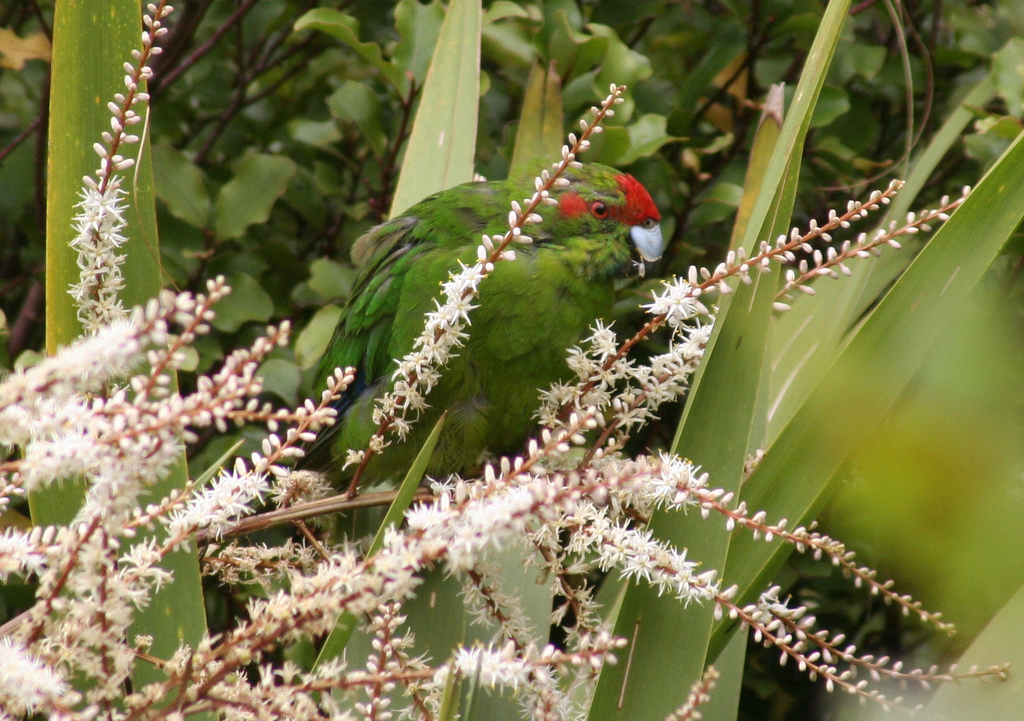
Ziegensittich in der Nähe von Auckland, Neuseeland

Derzeit werden folgende Unterarten unterschieden:
- Cyanoramphus novaezelandiae novaezelandiae, die Nominatform
- Chatham-Ziegensittich (C. n. chathamensis), ähnlich der Nominatform, aber etwas größer, Gefieder am Kopf smaragdgrün, blaue Flügelpartie etwas ausgedehnter. Auf einigen Inseln kommt es zur Vermischung mit Cyanoramphus forbesi. Verbreitung: Chatham-Inseln
- Kermadec-Ziegensittich (C. n. cyanurus), ähnlich der Nominatform, 29 cm groß, Färbung weniger gelblich, Flügelfedern dunkler blau, Schwanzoberseite blaugrün. Verbreitung: Kermadecinseln
- Lord-Howe-Ziegensittich (C. n. subflavescens), ähnlich der Nominatform, aber 32 cm groß, gelblicheres Gefieder, besonders Wangen und Unterseite, Rot des Vorderkopfes weniger ausgedehnt. Um 1870 ausgestorben. Frühere Verbreitung: Lord-Howe-Insel

Einige Autoren wie beispielsweise der auf australische Papageien spezialisierte Ornithologe Joseph M. Forshaw sehen auch in Cyanoramphus cookii eine Unterart des Ziegensittichs und bezeichnet sie entsprechend als Cyanoramphus novaezelandiae cookii. Ihr Verbreitungsgebiet ist die Norfolk-Insel und Neukaledonien und sie waren offensichtlich lange Zeit isoliert von den anderen Populationen. Biochemische Untersuchungen haben gezeigt, dass sich die Ziegensittiche auf Neukaledonien und auf der Norfolkinsel stark von übrigen Subspezies unterscheiden. Joseph M. Forshaw weist jedoch darauf hin, dass in den biochemischen Untersuchungen die zwei ausgestorbenen Unterarten C. n. subflavescens und C. n. erythrotis nicht mit einbezogen wurden, die auf Lord Howe Island beziehungsweise Macquarie Island vorkamen. Diese hätten aus seiner Sicht wesentliche Informationen zur Verwandtschaft der einzelnen Unterarten geliefert.

## Bemühungen zur Bestandserhöhung

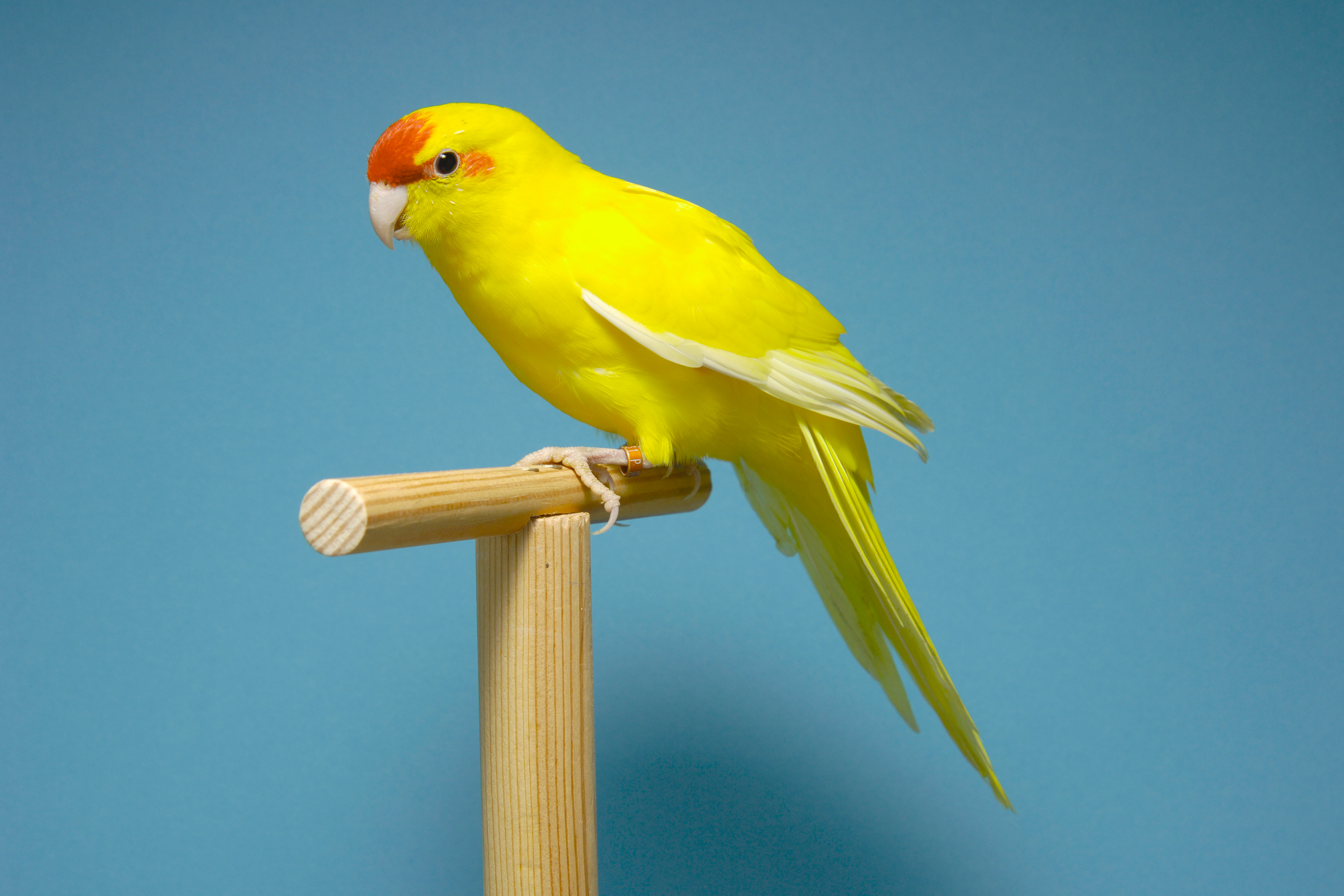
Gelbe Farbmutation eines Ziegensittich auf einer Ausstellung des Deutschen Kanarien- und Vogelzüchter-Bundes

Durch die Wiederansiedelung von in Gefangenschaft geborenen Ziegensittichen und den Fang von Ratten und Katzen wird versucht, dem Rückgang der Bestände entgegenzuwirken. Seit 1983 gibt es beispielsweise auf Norfolk Island ein sehr weitreichendes Schutzprogramm mit dem Ziel, die dort noch vorhandene Wildpopulation zu schützen. Dazu gehört eine Bewachung der wenigen noch vorkommenden Nester. Da das Gelege gewöhnlich aus sechs bis acht Eiern besteht, aber eine weit geringere Anzahl von Jungvögeln flügge wird und insbesondere die jüngsten Nestlinge in einem Gelege sterben, werden sie zur Handaufzucht entnommen oder Weibchen mit kleineren Gelegen beigelegt. Beide Methoden haben zu einer Bestandserhöhung beigetragen. Andere Maßnahmen konzentrieren sich neben dem Fang von Ratten, die Gelege vernichten und teils auch die brütenden Weibchen töten, darauf, sowohl den Europäischen Star als auch den Pennantsittich zu vertreiben, die massive Nistplatzkonkurrenten des Ziegensittichs sind.